# Ford vs. Chevy
Ford vs. Chevy es un videojuego de carreras publicado por 2K Games y desarrollado por Eutechnyx. Fue lanzado el 9 de noviembre de 2005 para la PlayStation 2 y Xbox.

## Trama
Este juego tiene 48 vehículos Chevy y Ford Incluyendo el Ford GT y el Chevrolet Corvette. La rivalidad inició por Eddie Olson y Tyrone Baker por correr un Ford Modelo T y un Chevy 490 en los más tempranos días de las carreras de automóviles. Otras personas iniciaron juntando la fiesta cuando la rivalidad creció.

## Jugabilidad
El jugador controla alrededor de 48 vehículos Ford y Chevy. El modo de juego principal es la Copa Westington; aquí están disponibles todo tipo de carreras.
Hay carreras normales, donde el jugador compite contra tres miembros del equipo rival y dos de sus compañeros de equipo. El jugador puede elegir ordenar a sus compañeros de equipo que "ataquen" o "defiendan" para que puedan obtener una ventaja.
Otras carreras incluyen un arrastre de 1/4 de milla, así como varias misiones que involucran mecánicas como romper vallas publicitarias o conducir a un periodista para tomar fotos.

## Vehículos
Los vehículos destacados de ambos fabricantes se dividen en cinco categorías:
Muscles modernos
- 2005 Chevrolet Impala
- 2005 Chevrolet Monte Carlo
- 2002 Chevrolet Camaro
- 2005 Chevrolet Cobalt
- 2006 Chevrolet Corvette
- 2003 Ford Focus RS8
- 2005 Ford Thunderbird
- 2000 Ford Mustang
- 2005 Ford Mustang
- 2005 Ford GT
Todoterrenos
- 2005 Chevrolet Avalanche
- 2001 Chevrolet Borrego Concept
- 2005 Chevrolet Silverado
- 2005 Chevrolet Equinox
- 2005 Chevrolet Colorado
- 2004 Ford Bronco Concept
- 2005 Ford Expedition
- 2005 Ford F-150
- 1985 Ford RS200
Muscles clásicos
- 1957 Chevrolet Bel Air 
- 1967 Chevrolet Camaro
- 1987 Chevrolet Camaro
- 1958 Chevrolet Corvette
- 1963 Chevrolet II Nova
- 1976 Ford Gran Torino
- 1970 Ford Mustang
- 1988 Ford Mustang
- 1932 Model A Roadster
- 1957 Ford Thunderbird
Camionetas
- 1940 Ford V8 Half-ton Pickup
- 1970 Ford Ranchero
- 2005 Ford F-350
- 2004 Ford F-150 SVT Lightning
- 2003 Ford F-150 SVT Lightning
- 2005 Chevrolet Silverado
- 2005 Chevrolet SSR
- 1936 Chevrolet High Cab Pickup
- 2003 Chevrolet Cheyenne Concept
- 1970 Chevrolet El Camino
Coches de carreras
- 1963 Chevrolet Corvette
- 2005 Chevrolet Corvette C5.R
- 2005 Chevrolet Monte Carlo Stock Car
- 2005 Chevrolet Silverado Stock Truck
- 1962 Chevrolet Corvair Monza GT
- 2003 Ford Air Force Reserve Focus
- 1963 Ford Galaxie
- 1967 Ford Mk. IV
- 2005 Ford Mustang
- 2005 Ford Taurus Stock Car